# Prugovo (miasto Požarevac)
Prugovo (cyr. Пругово) – wieś w Serbii, w okręgu braniczewskim, w mieście Požarevac. W 2011 roku liczyła 668 mieszkańców.